# Marília e Marina
Marília e Marina é um filme brasileiro de drama erótico de 1976, dirigido por Luiz Fernando Goulart. O roteiro é baseado no poema "Balada das duas mocinhas de Botafogo", de Vinícius de Moraes, que por sua vez se inspirou num fato real acontecido na década de 1950.
Trilha sonora de Francis Hime. Trechos de programas de televisão dominicais como Fantástico e Sílvio Santos aparecem em algumas cenas.

## Elenco
- Denise Bandeira...Marina
- Kátia D'Ângelo...Marília
- Fernanda Montenegro...D. Glória (a mãe)
- Stepan Nercessian...Júlio
- Nélson Xavier...Marcelo
- Marcelo Picchi...Marcos
- Joana Fomm...Helena
- Fernando Torres...pai de Júlio
- Nestor de Montemar...Travesti
- Hugo Carvana (não creditado)
- Hemílcio Fróes
- Maria Sílvia

## Sinopse
No Rio de Janeiro, as irmãs Marília e Marina cometem suicídio. Em seguida, a história das duas é contada em flashback. As duas são filhas da viúva Dona Glória, que faz doces para sobreviver. Marina, a irmã mais velha, é amante do playboy Marcos enquanto Marília namora o estudante Júlio. Marina briga com Marcos e, num impulso, resolve assediar Júlio. Os dois viajam até Petrópolis mas na volta Marina não quer mais nada com ele. Júlio tenta reatar com Marília mas a moça o despreza pois sabe sobre a traição dele. Dona Glória insiste com ela para que volte ao namoro com Júlio, enquanto Marina se envolve com Marcelo, o patrão casado. Novas desilusões esperam pelas moças.

## Premiação
- Melhor Montagem - Nello Melli - Festival de Brasília de 1976.
- Prêmio de Qualidade do Mec - Embrafilme..
- Prêmio Adicional de Qualidade, 1976 - INC.
- Melhor Autor de Partitura Musical - Francis Hime - Troféu Coruja de Ouro, 1976
- Festival de Cinema de Cannes - participação